# Dibyesh Anand
Dibyesh Anand est un professeur agrégé en relations internationales, spécialiste du Tibet de la Chine et de l'Inde. 

## Biographie
Dibyesh Anand est né dans le Bihar en Inde. 
Formé à l'université de Delhi, de Hull et de Bristol, Dibyesh Anand est un professeur agrégé en relations internationales. Avant de rejoindre l'université de Westminster en 2007, il a été professeur au Département de l'Économie et du développement international à l'université de Bath. Il a obtenu des bourses de plusieurs institutions dont l'université nationale australienne, l'université de Californie à Berkeley, l'Université Jawaharlal Nehru, et l'université d'Hyderabad.
Il a publié dans les domaines de la politique mondiale, sur des sujets identitaires, sur le Tibet, la Chine, le nationalisme hindou et la sécurité. Il travaille actuellement à un livre sur le Tibet en Chine et un projet de recherche sur le différend frontalier sino-indien. En plus de publications savantes, il contribue régulièrement à des médias populaires, y compris les journaux, la radio et la télévision.